# Монтейро, Жозе Луиш
Жозе́ Луиш Монте́йро (порт. José Luís Monteiro; 25 октября 1848, Лиссабон — 27 января 1942, Лиссабон) — португальский архитектор. Его творчество считается одним из самых влиятельных в архитектуре конца XIX века.

## Биография
Жозе Луиш Монтейро родился 25 октября 1848 года в Лиссабоне, Португалия.
В 12 лет Монтейро записался в Королевскую академию изящных искусств в Лиссабоне. 
В 1873 году он переехал в Париж, чтобы посещать Национальную высшую школк искусств и ремёсел в Париже, окончив его под руководством Жана Луи-Паскаля в 1879 году.
В 1880 году вернулся в Португалию, где взял на себя роль главного архитектора Лиссабонского городского совета и преподавательскую должность в городской Королевской академии изящных искусств.
В 1901 году награжден орденом Почётным легионом.
Умер 27 января 1942 года в Кампу-де-Орике, Португалия, в возрасте 93 лет.